# Baye-baye
 (septembre 2024).
Le baye-baye est un mets philippin préparé à partir de noix de coco râpée mélangée à du riz vert fraîchement récolté ou du maïs, puis façonné en galettes.
Cette spécialité régionale est particulièrement populaire à Pavie, dans la province d'Iloilo,.